# Centaurea lasiopoda
Centaurea lasiopoda là một loài thực vật có hoa trong họ Cúc. Loài này được Popov & Kult. mô tả khoa học đầu tiên năm 1928.